# Мария Йоанна Австрийская
Эрцгерцогиня Мария Йоанна Габриэла Жозефа Антония (4 февраля 1750, Вена — 23 декабря 1762, Вена) — эрцгерцогиня Австрийская, дочь императора Франца I и императрицы Марии Терезии.

## Жизнь

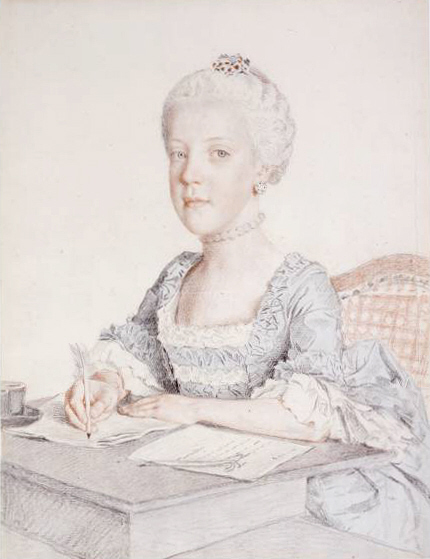
Мария Йоанна, 1762

Мария Йоанна родилась 4 февраля 1750 года. Среди её многочисленных братьев и сестёр были Мария-Антуанетта, королева Франции, Мария Каролина, королева Обеих Сицилий, императоры Иосиф II и Леопольд II.
Мария Йоанна умерла от оспы в возрасте 12 лет. Захоронена в Императорском склепе в Вене. Её младшая сестра Мария Жозефа также умерла от оспы в 1767 году.

## Титул
- 4 февраля 1750 — 23 декабря 1762 Её Императорское Высочество Эрцгерцогиня Австрийская, принцесса Венгрии, Чехии и Богемии